# Internet Explorer 1
Pour un article plus général, voir Internet Explorer.
Chronologie des versions
Internet Explorer 2
Internet Explorer 1.0 est un navigateur web graphique publié par Microsoft le 16 août 1995. Il s'agissait d'une version remaniée de Spyglass Mosaic dont Microsoft a pris une licence, comme plusieurs autres sociétés qui développaient des navigateurs sur la base de celui créé par Spyglass. Il était inclus avec Microsoft Plus! pour Windows 95 et dans les versions OEM de Windows 95. Il était possible de l'installer par l'Internet Jumpstart Kit contenu dans Plus. L'équipe Internet Explorer ne comptait qu'une demi-douzaine de développeurs au début du processus de développement,. Internet Explorer 1.5 est sorti quelques mois plus tard pour Windows NT et ajoutait le support basique de tableaux.
Même s'il n'était pas intégré, le navigateur pouvait aussi être installé sur la version d'origine de Windows 95.
Internet Explorer 1 n'est plus disponible au téléchargement depuis le site de Microsoft. Par contre, elles sont encore disponibles légalement et publiquement sur le site Evolt.org: la version 32 bits pour Windows 95 et la version 1.5 pour Windows NT).